# مریلین ۱۴۸۶
سیارک ۱۴۸۶ (به انگلیسی: 1486 Marilyn، نامگذاری:1938QA) هزار و چهارصد و هشتاد و ششمین سیارک کشف شده‌است که در ۲۳ اوت ۱۹۳۸ کشف شد.
قدر مطلق سیارک برابر ۱۳٫۰۰ است.